# Soslán Dzhanáyev
Soslán Dzhanáyev (Ordzhonikidze, Rusia, 13 de marzo de 1987) es un futbolista ruso que juega como portero en el F. C. Baltika Kaliningrado de la Liga Premier de Rusia.

## Selección nacional
Ha jugado en la selección rusa sub-21 y es internacional absoluto.

## Estadísticas
| Temporada | Equipo              | Partidos jugados | Goles encajados |
| --------- | ------------------- | ---------------- | --------------- |
| 2007      | Kamaz               | 28               | 17              |
| 2008      | FC Spartak de Moscú | 2                | 2               |
| 2009      | FC Spartak de Moscú | 27               | 30              |
| 2010      | FC Spartak de Moscú | 12               | 13              |
| Total     |                     | 69               | 62              |